# Notre-Dame-d’Aliermont
Notre-Dame-d’Aliermont település Franciaországban, Seine-Maritime megyében. Lakosainak száma 712 fő (2022. január 1.). Notre-Dame-d’Aliermont Douvrend, Osmoy-Saint-Valery, Sainte-Agathe-d’Aliermont, Saint-Jacques-d’Aliermont, Saint-Nicolas-d’Aliermont, Saint-Vaast-d’Équiqueville és Wanchy-Capval községekkel határos.

## Népesség
A település népességének változása:
| Lakosok száma | 718  | 753  | 772  | 771  | 769  | 774  | 754  | 733  | 712  |
|               | 2013 | 2015 | 2016 | 2017 | 2018 | 2019 | 2020 | 2021 | 2022 |